# Бичков Володимир Петрович (Герой Соціалістичної Праці)
Володимир Петрович Бичков (рос. Владимир Петрович Бычков) — радянський господарський, державний і політичний діяч, Герой Соціалістичної Праці.

## Біографія
Народився в 1935 році в Павлові-на-Оці. Член КПРС.
Із 1960 року — на господарській, громадській і політичній роботі. Із 1960-1994 роки — учень токаря, токар у цеху № 17 на «підприємстві п/я 50», токар, голова профспілкового комітету, провідний інженер, начальник одного з технічних відділів Павлівського механічного заводу Міністерства авіаційної промисловості СРСР.
Указом Президії Верховної Ради СРСР від 26 квітня 1971 року присвоєно звання Героя Соціалістичної Праці з врученням ордена Леніна і золотої медалі «Серп і Молот».
Обирався депутатом Верховної Ради РРФСР 10-го скликання.
Помер у Павлові в 1994 році.